# Andrina Travers

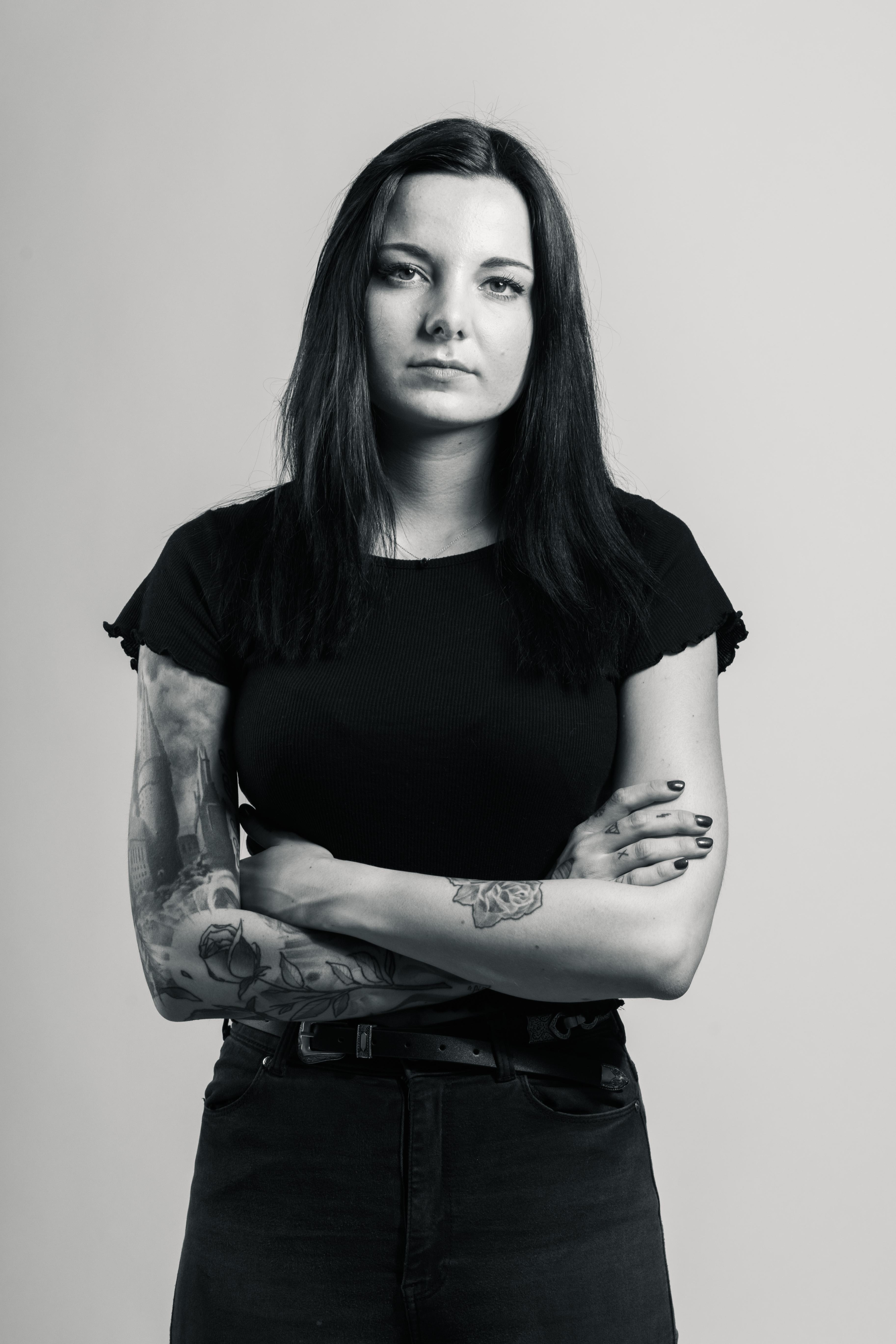
Andrina Travers

Andrina Travers (* 1995 als Andrina Rohrbach) ist eine Schweizer Rock-Sängerin.

## Leben
Travers bekam bereits mit 13 Jahren einen Plattenvertrag und veröffentlichte kurz darauf ihre erste Single, welche regelmässig bei der Schweizer Radiostation DRS3 gespielt wurde.
Am 2. Mai 2009 eröffnete sie als erster Showact die Mister-Schweiz-Wahl 2009 in Lugano. Noch im selben Jahr, am 20. November, veröffentlichte Travers ihr erstes Studioalbum unter dem Namen Look at Me.
2010 singt Travers den Titelsong zur Fernsehserie Best Friends, der sich sieben Wochen auf Platz 1 der „Zambo-Charts“ des Radiosenders DRS1 hielt. Im Sommer 2010 trat sie im Vorprogramm der Fantasy Tour von DJ BoBo auf und spielte unter anderem im Hallenstadion in Zürich und in der PostFinance-Arena in Bern. Mit dem Lied Drop of Drizzle schaffte sie es unter die besten zwölf der Schweizer Bewerber zum Eurovision Song Contest 2011 in Düsseldorf und trat bei der grossen Entscheidungsshow in der Bodensee-Arena auf.
Seit 2013 ist Travers Mitglied der Alternative-Rock-Band „Underskin“. 2015 veröffentlichten sie ihr erstes Album Collective Confusion, traten danach unter anderem am Rock am Ring auf und tourten 2018 durch Russland, Italien, Deutschland und die Schweiz.
2016 war Andrina Travers Teilnehmerin der deutschen Fernsehshow The Voice of Germany, wo sie es im Team Samu bis in die Sing Offs schaffte.
Travers lebt seit 2015 mit ihrem Ehemann in Zürich.

## Diskografie

### Studioalben
- 2009: Look at Me
- 2015: Collective Confusion (Underskin)
- 2018: Cat Got Your Tongue (Underskin)

### Singles
- 2008: Empty Rooms
- 2010: You and Me
- 2017: Use me (Underskin)

### Musikvideos
- 2010: Let There Be Hope
- 2010: Drop of Drizzle
- 2014: Get awake
- 2017: Use me (Underskin)
- 2019: Monster On A Throne (Underskin)

## Filmografie
- 2011: Best Friends (Gastauftritt, als sie selbst)
- 2017: The Voice of Germany